# John Forbes (botánico)
John Forbes, M.D. (1798–1823) fue un botánico, y explorador inglés.

## Biografía
Fue pupilo de John Shepherd del Jardín botánico de Liverpool. El Horticultural Society le envió a la costa este de África, y salió de Londres en febrero de 1822, en la expedición al mando del capitán William Fitzwilliam Owen.
Envió a casa, sustanciales colecciones de Madeira, Río de Janeiro, Cabo de Buena Esperanza, Madagascar, después de lo cual se decidió a marchar por el río Zambeze a la Estación portuguesa de Zumbo, trescientas leguas de la desembocadura del río, y de allí hacia el sur hasta el Cabo. Sucumbió a la fatiga y las privaciones en Vila de Sena, en agosto de 1823, antes de atravesar la mitad de la distancia.

## Honores

### Eponimia
Género
- (Amaryllidaceae) Forbesia Eckl.[1] lo conmemora como recolector.

- La abreviatura «Forbes» se emplea para indicar a John Forbes como autoridad en la descripción y clasificación científica de los vegetales.[2]